# Rupert of Hee Haw
Rupert of Hee Haw, parodia di Roberto di Hentzau (film tratto da un racconto di Anthony Hope), è un cortometraggio muto del 1924 diretto da Scott Pembroke, prodotto da Hal Roach con Stan Laurel.
Il cortometraggio della durata di 22 minuti fu distribuito l'8 giugno 1924.

## Trama
Il film parla di una principessa promessa a un re, benché questa sia contraria.
Infatti il re (Laurel) è un giovane viziato e ubriacone che pensa solo a sé.
Un giorno, mentre tutti quanti si riuniscono nel palazzo reale, bussa alla porta un certo Rudolph Razz (interpretato dallo stesso Laurel), convocato dalla futura sposa per spodestare il re, tuttavia viene smarrita la lettera scritta da Minnie per il re nella quale dichiarava che non lo voleva più vedere.
Rupert intanto pensa che Minnie sia innamorata di lui e inizia le ricerche.
La lettera verrà trovata proprio da Rupert nella sua casa a Londra, nella quale è dichiarato l'amore che la principessa prova per il conte!

## Cast
- Stan Laurel - il Re/Rudolph Razz
- James Finlayson
- Mae Laurel - la regina
- Billy Engle
- Ena Gregory - la principessa Minnie
- Sammy Brooks - la guardia di palazzo
- Pierre Couderc
- George Rowe - il conte